# VHS
VHS（ブイ・エイチ・エス、Video Home System：ビデオ・ホーム・システム）は、日本ビクター（現：JVCケンウッド）が1976年（昭和51年）に開発した家庭用ビデオ規格で、同社の登録商標（日本第1399409号ほか）である。
当初は記録方式を表現したVertical Helical Scan（バーチカル・ヘリカル・スキャン）の略称だったが、後にVideo Home System(ビデオ・ホーム・システム)の略称として再定義された。

## 概要
VHSの特徴として、ビデオの規格を原則として変えないことがあり、発売当初録画されたテープがずっと後に流通した後継機種でも再生できる。テープは幅が1/2インチのカセットタイプで、標準録画時間が2時間だった。この形は現在では当たり前となったが、開発当時のVHSにはテープのリールが1つだけのカートリッジタイプがあったり、テープ幅やカセットのサイズもさまざまだったり、と互換性のない規格が氾濫していた。
技術の進歩によりテープの長尺化が進んだ結果、最終的にはDF480を利用したときの240分が最長となった。また、規格の範囲を大きく逸脱しないかたちでの改良を続けており、高画質化技術のHQ(High Quality)やHi-Fiオーディオ対応、ビデオカメラ規格のVHS-C、水平解像度400本以上の高画質機種S-VHSとそのビデオカメラ規格S-VHS-C、衛星放送などのPCMデジタルオーディオを劣化なく記録できるS-VHS DA（DigitalAudio）、アナログハイビジョン対応のW-VHS、デジタル放送対応のD-VHSなど幅広く展開している。全ての規格においてVHSテープの再生に基本的には対応している。なお、S-VHSの登場後は従来のVHSを識別のため「ノーマルVHS」または「コンベンショナルVHS」と呼ぶ場合がある。なお、上位規格であるデジタル記録のD-VHSでは地上デジタル放送・BSデジタル放送・CSデジタル放送などの無劣化記録が可能となっている。
ベータ、8ミリ、LD、VHDなどさまざまなメディアとの競争の結果、家庭用ビデオ方式としてデファクトスタンダードとなった。特に、DVD-Videoの普及以前は単に「ビデオ」といえば通常はVHSのことを指すものであり、関連企業も商品説明等でVHSの意でビデオという単語を用いていた（「ビデオ版とDVD版の内容は同一です」という表記や、VHSデッキを指して「ビデオデッキ」と称するなど）。
VHSのハードの普及台数は全世界で約9億台以上、テープに至っては推定300億巻以上といわれている。このことを称え、VHS規格発表から30周年の2006年（平成18年）にはIEEEによってVHSの開発が「電気電子技術分野の発展に貢献した歴史的業績」として『IEEEマイルストーン』に認定された。
2025年にVHSテープが寿命を迎えて再生できなくなるという「2025年問題」が存在し、VHS資産のデジタル化が急務となっている。

## 歴史

### 開発
1956年（昭和31年）に開発されたアンペックス社の業務用2インチVTRはNTSC方式をそのまま録画可能であったが、巨大なシステムであった。ヘリカルスキャン技術は1955年（昭和30年）に東芝が基本特許を出願。1959年（昭和34年）に放送用1ヘッドヘリカルスキャン方式VTRを東芝が発表。回転2ヘッドヘリカルスキャンは同年に日本ビクターが開発している。それ以降、各社は比較的コンパクトなオープンリール式のVTRを発売、全てヘリカルスキャン方式であったが、各社バラバラで統一規格は制定されていなかった。
松下電器･日本ビクター･ソニーの3社は家庭用VTRも見据え、テープがカセットに収められたビデオレコーダー（VCR）の統一規格（Uマチック）に合意。発売したが高価なこともあり、オープンリール式と同様に企業の研修用途や教育機関、旅館･ホテルの館内有料放送などが主な販売先だった。
家庭用VTR機器が本格的に普及する時代を狙い、ソニーが各社に規格統一を呼びかけ先行して開発・発売されたベータマックスが、Uマチックの小型化を目指して開発された経緯から録画時間の延長よりカセットの小型化を優先し、最長60分の録画時間でU規格と同等の操作性を確保すべく開発されたのに対し、ビクターは民生用途としての実用性を重視し、カセットが若干大きくなることを承知で録画時間を最長120分として基本規格を開発。またメカ構造もU規格にとらわれずより量産化に適した構造を目指し、家庭用VTRというコンセプトを明確にして開発・発売された。
先に発表・発売されたのはソニーのベータマックス（1号機･SL-6300）で、1975年（昭和50年）4月16日に発表、5月10日に発売されている。

### 規格統一の争い
ソニーは、松下電器（現在：パナソニック）にベータ方式への参加を要請したが、松下の態度は不鮮明であった。
「VHSの父」と呼ばれる高野鎭雄が松下幸之助に直訴した、という経過が流布されたり、映画のストーリーで登場するが、史実に基づく経過は、松下電器は当初からVHS採用に動いていた。1975年当時、日本ビクター社長には、松野幸吉（元松下電器東京支社長）が就任していた。1975年8月、ビクターがVHSの試作機を完成させた情報が松下電器へもたらされ、同月、松下中央研究所の菅谷部長らがビクター横浜工場を訪問し、VHS試作機を見学した。NHK総合テレビ『プロジェクトX〜挑戦者たち〜』の第2話では、1975年9月3日には松下幸之助がビクター横浜工場でVHS試作機を見学し、「ベータマックスは100点満点の製品だ、しかしこのVHSは150点だ」「ええもん造ってくれたな」と発言したと、試作機を覗き込む松下幸之助の写真つきで紹介されている。
1976年4月3日、ビクター横浜工場で、松下電器は松下幸之助相談役と稲井副社長、菅谷部長、ソニーは盛田会長、岩間社長、大賀副社長、木原専務、ビクターは松野社長、徳光副社長、高野事業部長が一同に会し、ベータ、VHS、VXを前にして初めて意見を交換した。VXは初めから問題にならず、VHSとベータとの長短が論じ合われた。佐藤正明著『映像メディアの世紀』によると、その後、松下幸之助相談役は「盛田さんがあまりにも熱心なので、もしかしたらベータマックスの方が良いのかと思って、ソニーの研究所も見せてもらったし、幸田の工場も見せてもらった。しかしわしの考えは変わらなかったな。」とも発言している。
1976年5月7日、ソニーの盛田会長は木原専務を伴って松下電器東京支社を訪れ、盛田だけが相談役室に通されて、松下相談役は「規格統一は何としてもせなあかん。そこでうちのビデオ事業部にベータマックスとVHSの双方かかる機械の開発を頼んでみたんやがダメやった。そこで盛田はんの言う通り、どこかの機械に統一するしか道はない。わしの見るところ、ベータマックスは百点や......わしの見るところVHSは百五十点や。仮に百二十点やったらビクターにベータを押し付けることもできるんやが......これだけ差がある以上どうにもならん。盛田はん、率直に言います。VHSの規格を採用してもらうという訳にはいかんやろうか」と発言した。「ご迷惑をおかけしました」盛田氏は返事をしない代わりに一礼して、相談役室を後にしたとされる。通商産業省が規格分裂に対し難色を示していたこともあり、松下幸之助氏が、ソニーへVHS採用を働きかけたが、ソニーが拒否していた。幸之助がVHSを選んだ決め手になったのは前述に挙げた理由の他に、VHSデッキのほうが軽かったこともあった。「ベータだと販売店の配送を待たなければならないが、VHSはギリギリ持ち帰れる重さで、購入者が自分で自宅に持ち帰りすぐ見られる」といった幸之助らしい基準だった。

### ビデオデッキの発売

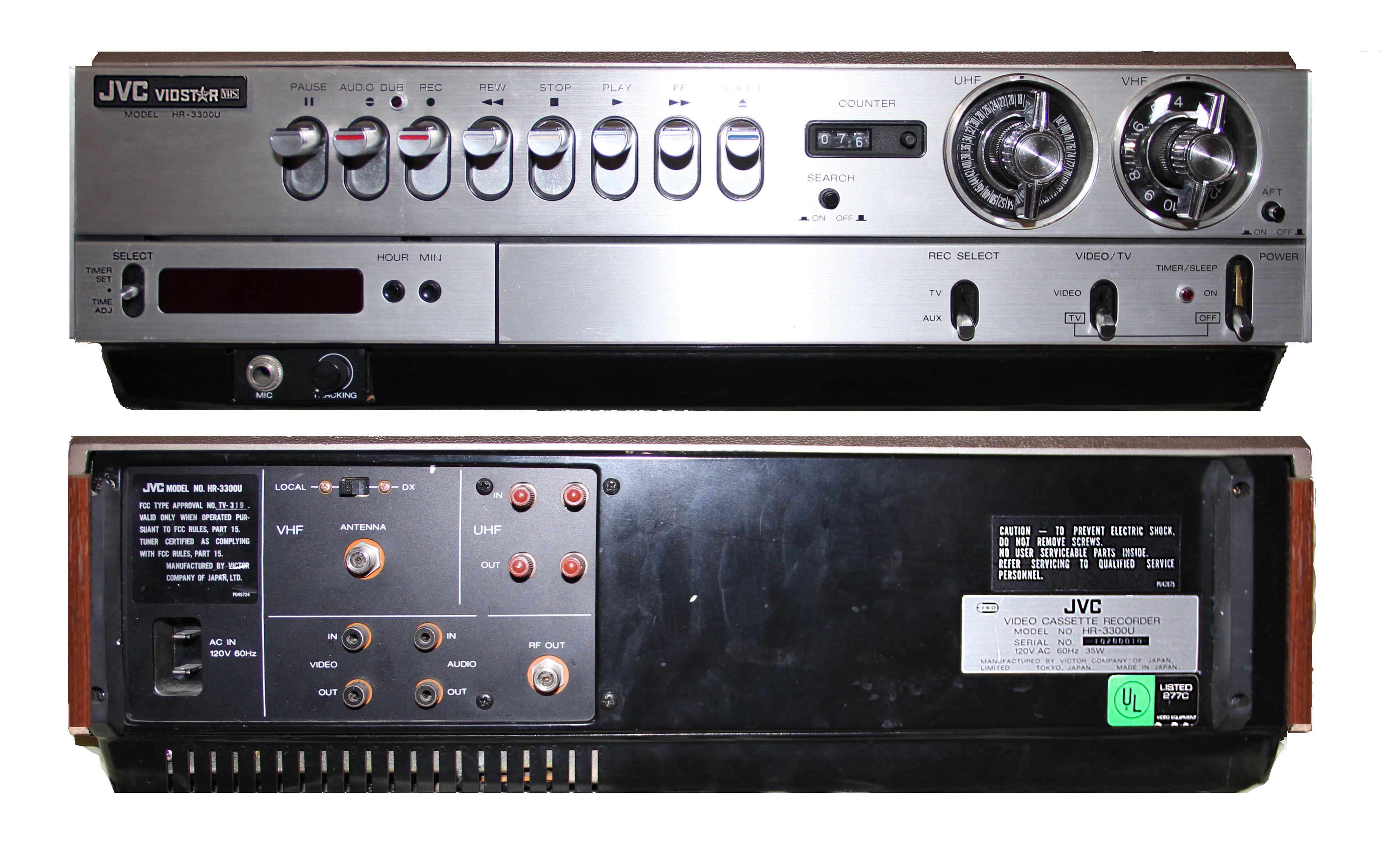
JVC HR-3300U VIDSTAR HR-3300の米国向け機種。日本の機種とほぼ同一だが、ロゴに"VIDSTAR"の名称を使用し、"Victor"は使われなかった。

1976年（昭和51年）10月31日、日本ビクターがVHS第1号ビデオデッキ（品番：HR-3300）を発売、当時の金額で定価25万6000円（物品税込み）。留守番録画のできる時計内蔵の専用取付式タイマーは別売1万円で、VHSの録画テープも当初は120分が6000円となっていた。また、シャープ、三菱電機も当初は日本ビクターの第1号機をOEMで発売していた。翌1977年（昭和52年）1月1日よりビクターが新しいロゴの使用を開始したため、VHSの1号機であるHR-3300の最初期（1976年10月 - 12月）に生産されたロットは戦前から使ってきた（書体は微妙に違う）旧ロゴ（「VICTOR」ロゴ）をつけた唯一のデッキとなった。1977年1月生産・出荷分からは順次、「Victor」ロゴに変更された。
1977年（昭和52年）には松下電器が普及型のVHSビデオデッキ「ナショナルマックロード」を発売し、VHSビデオのヒットの原動力にも繋がった。
長時間録画のユーザーのニーズにも応えるため、1977年（昭和52年）に米国市場向けの2倍モード（LP）が、日本国内向け機器にも1979年（昭和54年）に3倍モード（EP）が開発され、幅広い機種に搭載された。また規格外ではあるが標準モードで2つの番組を同時に録画できる機種も存在しており、VTR普及期にはメーカーから様々な提案がなされた。その後は5倍モードも開発され一部の機種に搭載された。
1972年（昭和47年）に松下電器のビデオ事業部長になった谷井昭雄（元社長）によると、VHS普及の最大の山場は1977年2月のRCAとの提携だった。条件が付いて8月の出荷までに録音時間を2倍の4時間にすることも求められ、村瀬通三（元松下電器副社長）などの技術陣が達成した。松下電器ではOEM供給していたアメリカのRCAより、アメリカンフットボールの録画のためさらに長い録画時間が必要という要望があり、2倍（LP）モードをつけたVHSデッキを開発。OEM供給したが日本ビクターの了承を得ないものだった。VHS標準（SP）モードより画質・音質が低下し、さらにVHS規格の互換性からも外れる事から日本ビクターは松下電器の勝手なふるまいに怒り、2倍（LP）モード録画対応機種を絶対に日本国内で発売しないよう松下電器へ強く要請していた。日本国内のVHS陣営各社も、標準（SP）モードの2時間もあれば十分で、4時間録画の2倍（LP）モード採用には、日本国内にはアメリカンフットボールのような長時間録画需要が当時は無かったため否定的で、VHS規格の互換性からも外れているために採用する動きは無かった。
当初、VHSの音声トラックはテープの隅に固定ヘッドでモノラル録音するものだったが、その幅はコンパクトカセットより狭く、テープスピードは3/4だった。3倍モードではテープスピードが標準モードの1/3になり、S/N比の劣化（ヒスノイズの増加）および周波数特性の劣化が顕著となる。なおワウフラッターはビデオではテープ走行は同期の乱れとなるために厳格に管理されていた。上位機種では音声トラックをステレオ化していたこともあり、各メーカーでは少しでも高音質化すべくドルビーノイズリダクションシステム（ドルビーB）、dbxなどの音声信号の圧縮伸張処理技術を採用していたが、S/N比の劣化に対しては若干の改善が見られたものの周波数特性には対応できなかった。その時代のノーマル固定ヘッドでステレオ再生可能なデッキを現在、持っていないと、ノーマル音声でステレオ録音されたVHSテープをステレオで聴くことは当然だが不可能である。さらに問題なのがノーマル音声トラックに2ヶ国語の洋画を録画した場合であり、日本語と外国語が同時に再生される。当然のことながらスピーカーの左右バランスを調整しても解決はしない。

### Hi-FiやS-VHSの普及
1983年（昭和58年）3月、谷井昭雄と高野鎮雄、RCAのジャック・ソーター副社長の3人の写真が、当時の世界最大の国際週刊誌『タイム』の表紙を飾った。
同年4月、ソニーがステレオHi-Fi音声記録方式（ベータHi-Fi）を採用した「SL-HF77」を家庭用1/2インチビデオとしては世界で初めて発売した。ベータHi-Fiは従来ベータ機と輝度信号が4.4MHzから4.8MHzへ高域へのキャリアシフトも伴っており厳密な意味で互換性が失われたが、ベータHi-Fi録画されたテープを従来ベータ機で再生してもほとんど問題にならなかった。
ベータ陣営のHi-Fi化に対抗し、同年5月には松下電器が音声専用ヘッドを搭載し、磁性体への深層帯記録を使用し、ノーマルVHSと互換性のあるHi-Fiステレオオーディオ機能を追加した「NV-800」を発売。この機能はVHS Hi-Fiステレオ標準規格として採用された。松下の独自規格によるVHS Hi-Fi機「NV-800」はHi-Fi音声トラックの信号処理にdbxを使っていた。「NV-800」が採用したHi-Fi音声の磁性体への深層帯記録を用いたHi-Fi方式をVHS規格化するにあたりdbx、ドルビー社のライセンス料回避のため、両社の特許に抵触しない信号処理技術が開発され採用された。そのため「NV-800」で録画されたビデオカセットを、ビクター「HR-D725」以降発売された正式なVHS Hi-Fi規格ビデオデッキで再生すると、厳密には正式なVHS Hi-Fi規格との互換性が無いため、音声が多少歪む可能性がある。
同年秋には、ビクターから初めて正式なVHS Hi-Fi規格に対応した「HR-D725」が発売されている。このD725などの機種は前述のノーマル音声方式での録画・再生も可能でドルビーBにも対応していた。ダイナミックレンジは当初80dB以上、1986年（昭和61年）以降の機種ではCDの音声のダイナミックレンジとほぼ同等の90dB以上に向上した。周波数特性は20 - 20,000 Hzと、こちらもCDの音声の周波数特性とほぼ同等である。
これにともない、ノンHi-Fiのステレオ機器は1980年代には生産終了した。ノンHi-Fiのステレオ音声に対応した最末期のモデルとしては1988年発売のHi-fiおよびS-VHS対応機『HR-S10000』（ビクター）などがあった。テレビデオはしばらくノンHi-Fi機の生産が続いたが、2000年代初頭には終了した。
1987年にS-VHSが登場した。
1992年（平成4年）に高野鎮雄が68歳で死去したとき、VHSビデオデッキの普及台数は3.7億台であった。

### VHSの需要低下と終焉
2000年代に入るとDVDやハードディスクレコーダ、パソコンの普及、高精細テレビ放送やBlu-ray Discの登場、多くの国でのデジタルテレビ放送の開始といった「デジタル時代」「ハイビジョン時代」の中で、それに対応できないVHSカセットやVHS単体機は次第に売れなくなっていった。デジタルレコーダーとの複合機も、過去のライブラリーをデジタル化することに重点が移り、テレビ番組の録画ができないタイプのものが増えた。
アナログ磁気テープはデジタルメディアに対して音・画質共に悪いうえに劣化が著しく、頭出しや巻き戻しも面倒で、再生装置も巨大になる。VHSの場合水平解像度が240本とアナログテレビ放送の330本より低い。画質面は、1987年に高画質版VHSであるS-VHS、1999年にはデジタル録画対応VHSであるD-VHSが発売されるもデッキが高価であり、同年にパイオニア（ホームAV機器事業部。現在：オンキヨーテクノロジー/ティアック）がDVDレコーダーを発表したこともありそれほど普及しなかった。また、DVDの普及に一役買ったのが、かつてのライバル・ソニーの関連会社であるソニー・コンピュータエンタテインメント（現・ソニー・インタラクティブエンタテインメント）の家庭用ビデオゲーム機であるPlayStation 2であった。
こうした状況も重なり、日本ビクターは2007年（平成19年）5月30日、経営不振による事業再建策として、VHSビデオ事業からの撤退・清算を発表した。2008年（平成20年）1月15日にS-VHS単体機を全機種生産終了したと発表し、同年10月27日にはVHS方式単体機の生産を終了した。
2008年（平成20年）、日本ビクターの初代VHSデッキ「HR-3300」が、国立科学博物館の定めた重要科学技術史資料（通称:未来技術遺産）の第0020号に登録された。
ビクターの撤退により、日本国内メーカーのVHSビデオ単体機の製造は船井電機（以下、フナイ）のみとなったが、やがてフナイも完全撤退した。以降はDVD、HDDなどの複合機として展開されていたが、大幅に縮小された。
各社はテレビの完全デジタル化を考慮し、販売の主力をHDD併用のブルーレイレコーダーに移したことで、次第に商品ラインナップは縮小し、これにあわせ録画用ビデオテープから撤退する事業者も相次いだことで、現在はほぼ市場から消滅している。S-VHS用テープは既に販売終了となっており、2014年12月末で日立マクセル（現在：マクセル）も生産終了。2015年2月にはTDK（←イメーション〈現在：グラスブリッジ・エンタープライゼス〉のTDK Life on Recordブランド）も生産終了となり、2015年6月には録画用テープの在庫切れが目立ってきた。
2010年代に入っても、VHS一体型のDVDレコーダーないしBDレコーダーが製造されていたが、各社とも2011年末までに生産完了となった。2011年末までVHS一体型のDVDレコーダーを発売していたのは、フナイと当時の子会社DXアンテナ以外ではパナソニックのDIGA「DMR-XP25V」（パナソニック自社生産）と東芝「D-VDR9K」（フナイのOEM）であった。2012年2月10日、パナソニックが「VHSデッキの日本国内向け生産を2011年限りで完全終了した」旨を公式発表した。
その後もビデオ判定など一部で使われていたが、2012年5月19日には横浜スタジアムで開催された横浜DeNAベイスターズ対千葉ロッテマリーンズでは、アレックス・ラミレスの本塁打性の飛球の判定に家庭用VHSデッキが使用され、映像では本塁打であることがわからなかったためにファウルと判定されたケースがあり物議を醸した。
2016年（平成28年）、船井電機（日本国内では後に「DX BROADTEC」ブランドとして展開）が7月末日をもってVHSビデオテープレコーダーの生産を終了。VHSビデオテープに関しては複数メーカーが引き続き生産・販売している。主な理由として、一般家庭での編集や再生、小売量販店などの防犯カメラに使われているケースが多く、そのような顧客のニーズに応えるためである。
2016年4月時点で新品として流通していたVHSデッキ（録画再生機・再生専用機）は以下の通り。
DXR170V（VHS一体型DVDレコーダー）
2014年7月1日にDXアンテナ（DX BROADTEC）から発売された。
2012年5月に「お客様のご要望にお応えして新発売!」と発売された「DXR160V」の後継。
RVP-100（再生専用VHSプレーヤー）
2013年12月中旬にドウシシャ（SANSUIブランド）から発売された。
4ヘッドHi-Fi音声対応でデジタルトラッキングを搭載した「再生専用」のVHS機であり、家庭に眠るVHS資産のDVD化やBD化、データ化に寄与する目的で商品化された。
全機種がフナイのOEM。2016年7月末には部品の調達が困難となったため、全機種生産終了となった。
2021年（令和3年）、アットアイデアは2026年（令和8年）を目処にVHSテープの非接触再生が可能なビデオデッキの開発・販売を目指していることを発表した。

## ベータマックスとの規格争い
VHSは、1975年（昭和50年）にソニーが開発・発売した家庭用ビデオベータマックスの対抗規格として脚光を浴びた。約10年間も続いた規格争い（ビデオ戦争）を制してVHSが生き残った。その要因としてはいくつかある。
共同で規格の充実を図る体制にしたこと
VHS陣営はファミリー形成を重視した展開を行った。これが功を奏し、VHSを採用するメーカーを多数獲得して、共同で規格の充実を図る体制を確立した。また、家電メーカーを獲得したことによりその販売網を利用できた。特に松下電器産業が採用したことが大きい。ベータマックス陣営には家電販売網を持つ東芝などの存在もあったが、松下の販売網の規模と緻密さは大きく影響したと言われている。
量産に適した構造だったこと
VHSは量産に適した構造で、普及期に廉価機の投入など戦略的な商品ラインナップを実現できた。ベータはUマチックと同じUローディング方式をそのまま用いたのに対し、VHSは開発が難航したものの部品点数が少なく生産もしやすいMローディングを採用した。記録時間を最初から実用的な2時間に設定しその後も長時間化に成功したこと、欧州・米国市場でのOEM供給先を獲得することに成功したこと、などが要因として挙げられる。
耐久性＆互換性を重視した設計だったこと
VHSは高画質化よりも長期耐久性や再生互換性を最重要視する設計の規格で、レンタルビデオ市場やセルビデオ市場を創造した。また関連会社の資金提供で映画やAV作品などのタイトルを豊富に作らせ、セルビデオソフト店が無かった黎明期は大手電器販売店の近所に作ったアンテナショップで販売した。
ベータ側の広告戦略の失敗
ベータ規格主幹のソニーによる広告戦略の失敗もあった。1984年（昭和59年）1月25日から4日間、ソニーが主要新聞各紙に広告を連続で掲載し、見出しは「ベータマックスはなくなるの?」「ベータマックスを買うと損するの?」「ベータマックスはこれからどうなるの?」となっており、最終日に「ますます面白くなるベータマックス!」と締めくくる展開であった。これは当時の新製品を告知する逆説的アプローチだったのだが、消費者には理解されず『ベータ終了』と短絡的に捕らえられ、これを機にベータ離れが加速された。
ビデオソフトのシェアは、1980年にVHSがベータを上回った。1989年（平成元年）頃まではメーカーはVHSとベータを併売していた（一部メーカーは8mmビデオソフトも供給）が、ベータファミリーが崩壊し各社がVHSへと移行した。ソニーも1988年（昭和63年）にVHS/Beta/8mmビデオデッキを併売するようになり、ベータは市場シェアを徐々に落としたことから、ビデオソフトメーカーはビデオソフトをVHSのみで発売するようになり、レンタルビデオ店でもVHSが標準となった。家電量販店などでもビデオデッキはVHSやS-VHSが主流となった。より高画質を求めたベータユーザーはベータソフト供給打ち切り前後を境にレーザーディスク（LD）へと流れて行った。
セルビデオやレンタルビデオのソフトの再生互換性を鑑みて、各社独自仕様のVHSビデオデッキの発売は基本的に許されなかった。S-VHS搭載機でも、VHSの録画・再生は可能である。例外としては、1996年にシャープがダブルチューナを搭載し同時二番組録画・再生対応した「VC-BF80」を発売したことが挙げられる。同時二番組録画・再生はVHS方式には規格されておらずVHS方式とは互換性が無く、当該機種で録画されたテープはシャープ製を含め他社VHS機種での再生も当然不可能であった。
ベータでは、βI・βIs(5.6 MHz Hi-Band)・βIsSHB（6.0 MHz Hi-Band）・βII（X2）・βIII各モード、Hi-BandBeta（5.6 MHz／βII・βIII)、BetaHi-Fi、ED-Betaなどの規格があったが、VHSはSP（標準）・LP（2倍／日本国内仕様では再生のみ対応）・EP（3倍）、VHSHi-Fi、S-VHSの、録画スピード２種類、映像信号２種類、Hifi信号重畳の有無、の簡素な組み合わせとなっていた。末期には S-VHS-ET、S-VHSDigitalAudio、W-VHS、D-VHSが乱立したが、初号機HR-3300以来のVHS標準モードで録画されたテープは、最終生産機でも再生できた。ベータは初期の標準モード・βIモード専用機種等では、後に開発された長時間モードや高画質・高音質規格で録画されたテープが再生できない環境にあった。VHSではテープカートリッジを小型化した　VHS-C、S-VHS-C規格があったが、アダプターを介して据え置き型レコーダーで録画再生が可能であった。
ベータのビデオソフトではハイグレードテープを使用して、磁気保磁力が強い総メタルテープのマスターをスレーブのテープに超高速磁気転写プリントする方式をソニーが1980年代に開発したが、商業的には成功しなかった。VHSでは、画質劣化の少ない等速でのソフトウェア生産作業のために、幅広ヘッド搭載のダビング専用機が発売された。ベータ、VHSともにLDやVHD等のビデオディスクよりも高価なビデオソフト価格であった。1990年代に入り、OTARIがTMD高速熱転写方式による「T-710ビデオ・デュプリケーター」を開発し、VHS・SP（標準）モードで300倍速の高速プリントを実現しソフト製造の高速化が図られたが、同装置は単価の高いクロームテープを使用、販売台数はわずかであった。いずれにしてもビデオソフトの低価格化が進んだ。
VHS対ベータ戦争の火ぶたが切られたとき、ビクターはVHSファミリーの中で技術的問題や生産能力でまだVHSデッキを製造できないメーカーにOEM供給していた。ときには自社ブランドよりOEM供給向けの生産を優先していたこともあるという。それは様々なメーカーで販売することにより他社の販売網を活用できる上、VHSが多数派であるという印象を持たせる狙いもあったと言われる。なお、ソニーもベータファミリー各社の生産体制が整わないうちには自社製品をOEM供給していた。
VHS対ベータ戦争では負けたといわれるソニーだが、VHSで使われる技術にもソニーの保有する特許が多数使われているため、少なからぬライセンス収入があった。これは1969年（昭和44年）のU規格策定時にソニー/日本ビクター/松下電器の3社が結んだクロスライセンス契約が関係している。
両方式の基本的な記録方式である、回転２ヘッドヘリカルスキャン記録は日本ビクターの特許であり、ベータ長時間化での信号処理技術は日本ビクターの特許であった。ソニーはUテープローディング技術を始めとする非常に多数のVTR特許技術を保有していたが、VHSはMローディングであり日本ビクターの特許であった。しかし色差信号漏話除去はソニーの特許のため、ソニーとクロスライセンスを契約を結んでいなかった日立製作所、三菱電機、シャープ、赤井電機などのVHS陣営各社がVHSビデオデッキを発売した際、ソニーと特許利用契約を結ぶ必要があった。また、磁性材料から含め約28,000件にも達するビデオカセットテープに関する特許技術もソニーがほぼ掌握しており、ソニーとクロスライセンス契約を結んだ松下電器、日本ビクターはVHS方式発売当初、自社によるビデオカセットテープ生産設備を保有をしていなかったため、TDK・富士フイルム・住友スリーエムなどからのOEM供給で凌いでいた。ソニーと特許利用契約を結んだ日立製作所は日立マクセルのOEM供給によりVHSビデオカセットテープを発売。1978年（昭和53年）にソニーがクロスライセンス契約を結んでいないテープメーカーに対しても有償で特許を公開する方針としたため、テープメーカーが独自でVHSおよびBetaビデオカセットテープの発売が可能となった。
ビデオ戦争の末期には、ソニー製のVHSビデオデッキを望む声が市場から上がっていた。このことがソニーがVHS方式に参入する一つのきっかけとなっており、VHS・ベータ・8ミリのフルラインナップで「VTRの総合メーカー」を目指す方針に転換した。1988年（昭和63年）にソニーがVHS方式へ参入した際、障壁となるものは全くなかった。松下電器・日本ビクターとはクロスライセンス契約を結んでいたため、VHS参入時、松下電器・日本ビクターへVHS発売の了解を得る必要性すらなかった。実際、Uローディング準じた機構を採用したデッキでは「マッハドライブ」の愛称で出画時間の速さを売り物に宣伝するなど、自社の保有する特許を相当活用していた。
また、当時ソニーの子会社だったアイワ（初代法人）は親会社に先行してVHSに参入していた。最終的な販売台数は、VHS約９億台、ベータ約3500万台とされている。

## 規格一覧

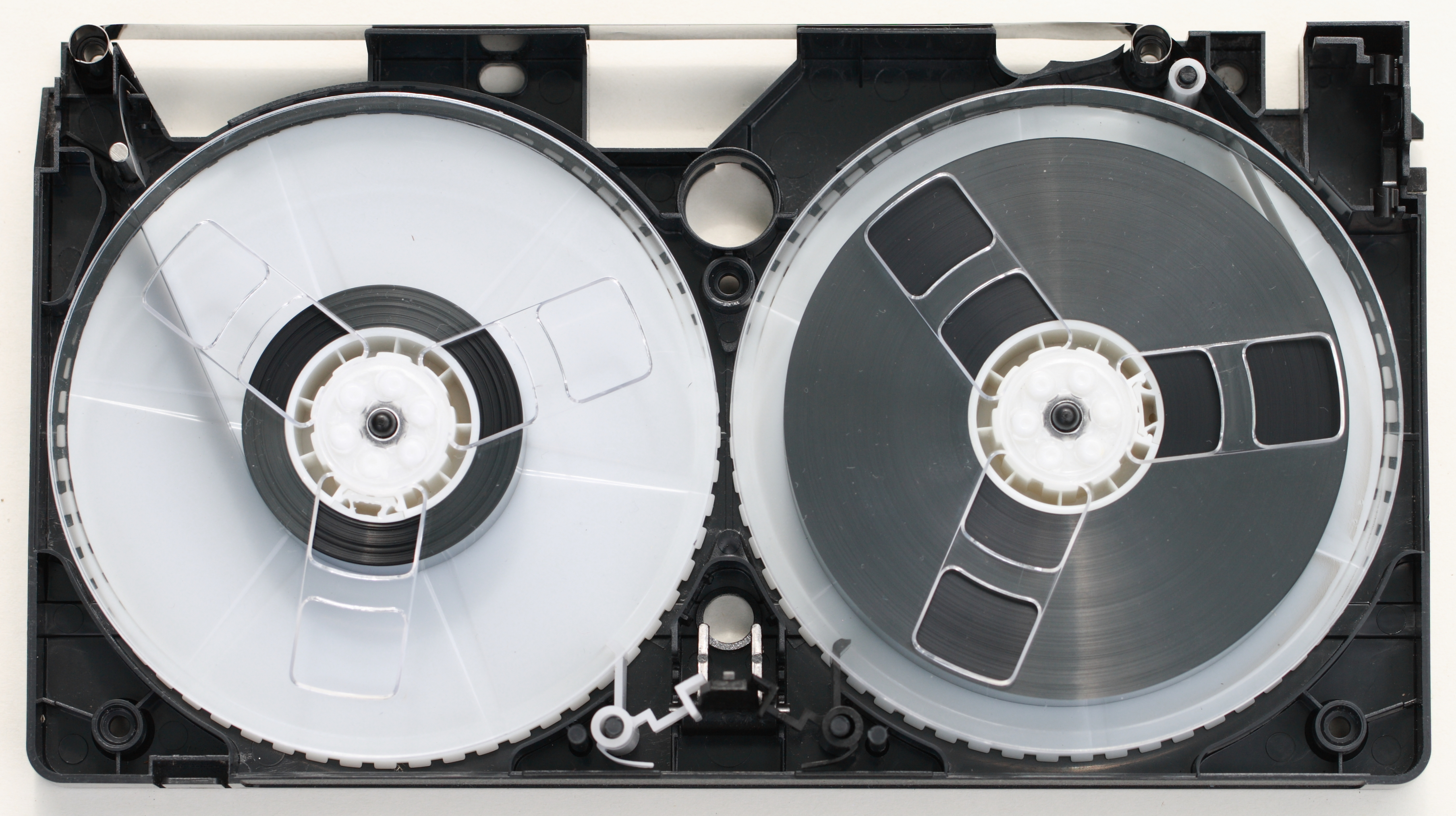
VHSカセット内側のテープ構造

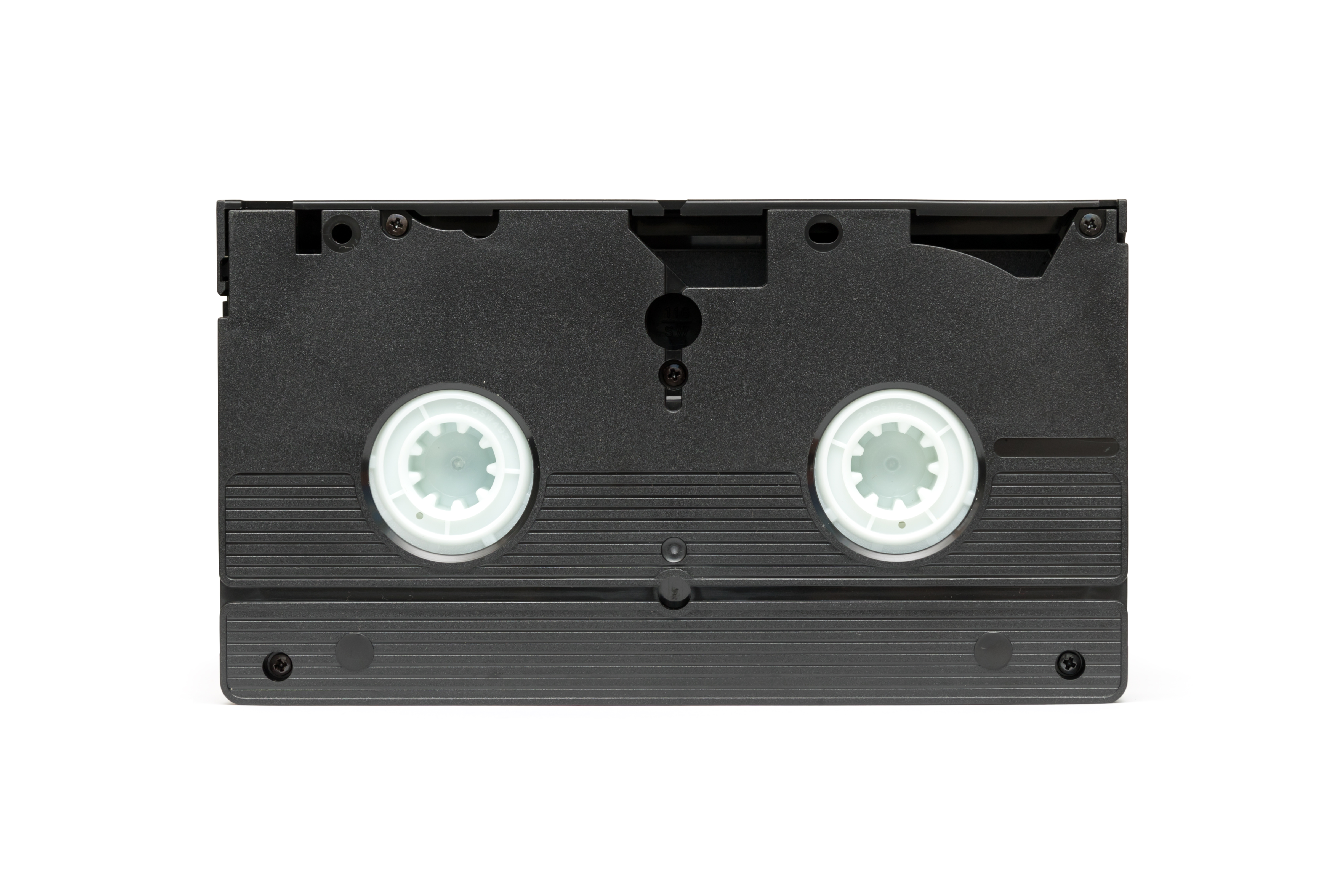
VHSカセットの裏側

- 記録方式: ヘリカルスキャンアジマス方式
- 記録ヘッド数: 2
- ヘッドドラム径: 62mm
- ヘッドドラム回転数
  - NTSC: 約29.97 Hz[注釈 6] (約1800 rpm)
  - PAL-M: 30 Hz (1800 rpm)
  - PAL / SECAM: 25 Hz (1500 rpm)
- アジマス角: 約±6°
- カセットテープサイズ: 188×104×25mm
- テープ幅：12.65mm
- テープ送り速度
  - NTSC: 約33.34mm/s (SP) / 16.76mm/s (LP) / 11.18mm/s (EP)
  - PAL / SECAM: 23.39mm/s (SP)
- 記録トラック幅
  - 映像トラック (NTSC): 約58μm (SP) / 29μm (LP) / 19μm (EP) ※LPモード対応機種は、日本国内ではほとんど普及していない。
  - 音声トラック
    - ノーマル 1ch (モノラル音声): 1mm
    - ノーマル 2ch (ステレオ音声): 0.35mm/chとし、チャンネル間に0.3mmのガードバンドを設ける[23]。1978年 (昭和53年) の音声多重放送開始に対応するために追加された。1983年 (昭和58年) に開発されたHi-Fi規格が主流になるまでは、ノーマル2トラック対応機種が各社から発売されていた。
    - Hi-Fi 2ch: チャンネルごとに異なる搬送波でFM変調された音声信号を、アジマス角±30°の回転ヘッドで映像記録に先行して記録し、映像を重ね書きする[24][25]ため映像トラック未満の幅となる。NTSC向けとPAL / SECAM向けとで搬送波の周波数が異なる[26]。

  - S-VHS DA 2ないしは4ch: Hi-Fiに同じ[27]
- 信号方式
  - 映像信号: 周波数変調 (FM) シンクチップ：3.4 MHz／白ピーク：4.4 MHz：クロマ信号：低域変換方式 (VHS方式)
  - 映像信号: 周波数変調 (FM) シンクチップ：5.4 MHz／白ピーク：7.0 MHz：クロマ信号：低域変換方式 (S-VHS方式)[28]
  - 音声信号
    - ノーマルトラック 1ch: 交流バイアスベースバンド1チャンネル長手方向記録
    - ノーマルトラック 2ch: 交流バイアスベースバンド2チャンネル長手方向記録。ヒスノイズが増加したため、対策としてドルビーノイズリダクションシステムBタイプを搭載した。
    - Hi-Fi 2ch: 左チャンネルを1.3MHz, 右チャンネルを1.7MHzの搬送波でFM変調したものをアジマス角±30°の回転ヘッドで映像信号に先行して記録[24]
    - S-VHS DA 2ないしは4ch: 32kHz 12ビットないしは48kHz 16ビットで標本化・量子化したデジタル音声を3MHzの搬送波でDQPSK変調し、Hi-Fi音声用ヘッドで記録[27]。過去には日本ビクター製の1990年 (平成2年) 発売の「HR-Z1」、パナソニック製「NV-DX1」、日立製作所製「VT-PCM1」、三菱電機製「HV-V3000」に対応する外付式DAプロセッサ「CX-P3000」など、国内のメーカーから対応する製品が発売された。衛星放送のエアチェックファンなどからDATと同等の高音質と高く評価されたが、1台あたり30万円 - 40万円台の高価格が災いし、わずか1世代で生産が終了した。

  - CDやHi-Fi規格もない1980年代前半、VHSカセットを用いた高音質・非圧縮PCMデジタルオーディオデッキテクニクス「SV-P100」が60万円。日立製作所Lo-D「PCM-V300」が498,000円と高額ではあるが発売されオーディオマニア層を中心に愛好されていた。1986年 (昭和61年) に東芝より「A-900PCM」が248,000円で発売されグッドデザイン賞を受賞している。[29]

## VHSテープを利用したシステム

### コンピュータ用ストレージ
VHSが普及するにつれ量産効果が上がり、テープ価格が大幅に値段を下げた。オープンリールを多用していたコンピュータ業界はテープが安くより省スペースのデータカートリッジとしての利用を推し進めた。富士通などはFACOMの補助記憶装置として用い、数百本のVHSテープを筐体内ラックに納め、コンピューター制御によりジュークボックスさながらのオートローディングを行わせ大型磁気ディスク装置のバックアップ装置として活用した。この際使用したテープは市販のビデオ用テープと同じ規格の物を使用した。
1990年代のソビエトでは当時高価だったハードディスクの代わりとして、VHSを使った記録装置「ArVid」が開発された。これはビデオデッキをISAバスカード経由でパソコンに接続し、ハードディスクとして認識させる装置である。価格は装置がハードディスクの半分、テープは4分の1ながら、180分のテープに2.16GBを記録できるなど、フロッピーディスクが利用されていた時代としては安価で大容量の記録装置であった。
当時はこれほどの容量を個人で使うことは無く企業向けの装置であったが、大量のゲームを記録したテープが闇市で取引されていたという。

### 家庭用オーディオ
｢PCMプロセッサー｣（ソニーSONY PCM-501ESなど）を使い、音楽CD等のデジタル音声信号を75Ωのコンポジットビデオ信号に変換し、PCMオーディオレコーダー（デジタルオーディオレコーダー）として活用することができた。記録時間は通常のVHSの長さと同じで三倍モードにも対応した（ただし、後発の5倍モードへの対応に関しては不明）。

### プロ用音響機器
1991年（平成3年）、米ALESIS社がS-VHSテープに8トラックのデジタル録音を可能にしたMTR、ADAT（ALESIS DIGITAL AUDIO TAPE）を発売。機器ばかりでなくメディアも安価、かつ、16台までの同期動作も可能ということで、中小のスタジオやホームスタジオで急速に広まった。いくつかのメーカーから互換機も発売されるなど、この規格は一定の普及を見、adat（エーダット）として、Hi8テープに同様の録音ができるティアック社のDTRS規格とともに、ユーザーの根強い支持を得ている。
初期の機種ではデジタルがゆえに事前にフォーマット作業が必要だった（後に録音と同時フォーマットが可能になる）。120分の録画テープに対し、約41分の録音が可能。デジタル記録はヘッドとの物理的接触などによる損耗に弱いため、ベース・フィルムを強化したADATロゴ入りの推奨S-VHSテープも存在する。当初のTypeIフォーマットでは、サンプリングレートは44.1kHzや48kHz、サンプリングビット16bitsであったが、後のTypeIIフォーマットで24bitsにも対応した。さらに、1チャンネルにつき通常の2トラック分を使って96kHzの記録・伝送を実現するS/MUXという規格もある。

一方、デジタル入出力インターフェイスは、これも普及している角型オプティカル（TOS-Link）のジャックとケーブルを用いて、8チャンネルまでの同時伝送が可能なものを搭載していた（ADAT Optical Interface：こちらも後にレコーディング機器のディジタル入出力用として一定の地位を築いた）。もちろん、民生機で広く普及しているデジタル音声インターフェイスであるS/PDIFとは、論理フォーマット上の互換性はない。

## エピソード
- VHSカセットから派生されたものとして、PVC（Premium Video Cassette）がある。プレミアムボックスという開閉できる透明な蓋がカセットの背ラベル部分に付いている。ここにはセルビデオの特典物の小物（模型やキーホルダーなど、重量40gまで）を収納することができる。ジャケットの背ラベルにも穴がくり抜かれていて、ボックス内が少し見えるようになっている。ボックスの開閉に支障となる物、その他同梱に不適当な物（粉類、水、油、磁気性のあるもの、溶けやすいもの、膨張するもの、液漏れしやすいもの、食品や菓子類、電池、壊れやすいもの）は収納できない。
- 1990年（平成2年）に任天堂が発売した家庭用ゲーム機「スーパーファミコン」は、そのゲームソフトのパッケージ寸法がVHSテープと全く同じであった。この時点ではすでに多くの一般家庭にVHSが普及しており、VHSのビデオテープ収納棚（ビデオラック）においても安価なものが出回っていたため、ゲームカセットの保管場所としてVHSのビデオラックが好まれた[要出典]。
- 1980年代 - 1990年代にかけて、映画や音楽ビデオテープのダビングサービスが商売として横行していたが、現在は著作権の問題からそれらのダビングを政府が法律で禁止[要出典]している。
- 1990年代後半にDVDが発売された際、VHSをそのままDVDにしている作品が多かった[要出典]。
- ハロー!プロジェクトの最筆頭グループであるモーニング娘。は2000年から2003年頃まではVHSとDVDを同時リリースしていた。
- VHSカセット裏面中央に短辺と平行して刻まれた溝は、VHSデッキにベータのカセットを誤挿入することを防ぐためのものとされている。VHSデッキに誤ってベータのカセットを挿入しようとしても、デッキ内部に設けられた突起が障害となって挿入できなくなっている。VHSカセットを挿入する際はカセットの溝に突起が勘合して挿入できる。
- 1990年代頃からのVHSソフトの中には、コピーミスや不正コピーがないかどうかの確認のため、映像の末尾に「品質管理用の信号」として正弦波が記録されていたものが存在した。

## 関連映像
- 映画「陽はまた昇る」（2002年）
- ドキュメンタリー映画「VHSテープを巻き戻せ!」（2013年、米国、原題：Rewind This!）
- NHK プロジェクトX：｢窓際族が世界規格を作った〜VHS・執念の逆転劇〜｣
- フジテレビ カノッサの屈辱：｢関ヶ原ビデオ合戦史 VHS対ベータ、そして8ミリへ｣